# Parti social-démocrate ouvrier bulgare
Pour les articles homonymes, voir Parti social-démocrate.
Le Parti social-démocrate ouvrier bulgare (Българска работническа социалдемократическа партия / Balgarska rabotnitchéska socialdémocratitchéska partiya est, historiquement, le premier parti politique bulgare du mouvement ouvrier.

## Organisation

### Présidents du parti
- Avram Gatchev (1871-1941)
- Grigor Tchéchmédjiev (1879-1945)
- Dimitar Blagoev (1856-1924)
- Kosta Loultchev (1882-1965)
- Yanko Sakazov (1860-1941)